# Приступа Микола Іванович
Приступа Микола Іванович (28 серпня 1959, с. Мала Медведівка Ізяславського району Хмельницької області, УРСР) — український політик, викладач, вчений та практик, Хмельницький міський голова (2002—2006 рр.), заступник голови Хмельницької обласної держадміністрації (1997—1998 рр.), голова Хмельницької обласної ради (1998—2002 рр.), заступник голови Держкомітету України з питань регуляторної політики та підприємництва (2007—2011 рр.), директор Центру підвищення кваліфікації, післядипломної освіти та доуніверситетської підготовки, доцент кафедри міжнародних економічних відносин Хмельницького національного університету.

## Освіта
Закінчив Хмельницький електромеханічний технікум (1979), Київський політехнічний інститут за спеціальністю «Електронні прилади» (1987), Хмельницький інститут регіонального управління і права за спеціальністю «Правознавство» (1999), здобув науковий ступінь кандидата економічних наук (2004), отримав вчене звання доцента зі спеціальності «Управління персоналом та економіка праці» (2006). Поєднує адміністративну роботу з викладацькою діяльністю в Хмельницькому національному університеті.

## Служба в армії та допомога воїнам АТО
У 1980—1981 роках був заступником командира взводу розвідки Обмеженого контингенту радянських військ в Афганістані.
З перших днів початку АТО, організував збір та відправлення необхідної допомоги учасникам війни на Донбасі. Як голова обласної організації ветеранів Афганістану координує роботу районних та міських організацій ветеранів Афганістану по наданню допомоги військовим на сході України.

## Політична кар'єра та просування по службі
Політична кар'єра Миколи Приступи розпочалася з комсомолу. Протягом 1987—1991 років обіймав посаду першого секретаря Хмельницького міськкому ЛКСМУ, до серпня 1991 року — консультант відділу у зв'язках з радами, громадськими і політичними організаціями Хмельницького обкому КПУ.
З 1992 — завідувач відділу, а з 1997 — заступник голови Хмельницької обласної державної адміністрації.
З 04.1998 по 04.2002 — голова Хмельницької обласної ради.
З травня по листопад 2002 року — заступник голови Хмельницької облдержадміністрації.
З 11.2002 по 09.2006 — Хмельницький міський голова.
З 06.2007 по 02.2011 — заступник голови Держкомітету України з питань регуляторної політики та підприємництва.
З 01.2000 по 07.2004 викладацька діяльність погодинно у Хмельницькому університеті управління та права.
З 10.2014 по теперішній час — директор Центру підвищення кваліфікації, післядипломної освіти та доуніверситетської підготовки Хмельницького національного університету.
На громадських засадах очолює Хмельницьку обласну організацію ветеранів Афганістану (воїнів-інтернаціоналістів) [Архівовано 26 серпня 2016 у Wayback Machine.].
Державний службовець 1-го рангу.

## Нагороди
Орден Червоної Зірки (1980), медалі. Орден «За заслуги» III (02.1999) та II ступенів (08.2004). Почесна грамота ВР України (2001). Почесна грамота Союзу юристів України (2001). Медаль «За ефективне управління» (Міжнародна кадрова академія). Орден святого рівноапостольного князя Володимира (УПЦ МП) III ст. (2000, УПЦ КП). Орден «Різдво Христове — 2000» I ступеня (УПЦ). Почесна відзнака Хмельницького міського голови (2009).
Почесний громадянин міста Старокостянтинова, Хмельницької області.
Почесний доктор Хмельницького університету управління та права.
Відмінник освіти України.